# 科索沃社会主义自治省
科索沃社会主义自治省（塞尔维亚-克罗地亚语：Социјалистичка Аутономна Покрајина Косово/Socijalistička Autonomna Pokrajina Kosovo）是南斯拉夫社会主义联邦共和国塞尔维亚社会主义共和国的两个自治省之一。存在于1945年－1990年。最初，取名为科索沃和梅托希亚自治区。1963年，改名为科索沃和梅托希亚自治省。1968年，又改名为科索沃社会主义自治省。1974年，和伏伊伏丁那社会主义自治省一起被赋予与加盟共和国相同的管理权限。1989年3月28日，塞尔维亚取消了科索沃的大部分自治权。1990年9月28日，复名为科索沃和梅托希亚自治省。同年9月22日，科索沃阿族领导人自行宣布成立科索沃共和国，并于1991年9月22日宣布独立，但该政权在国际社会上仅得到阿尔巴尼亚的承认，且未实际控制科索沃。南斯拉夫解体后，科索沃持续动荡，直到科索沃战争结束。当地的主要民族是阿尔巴尼亚族。首府是普里什蒂纳。